# Lucila del Mar
Lucila del Mar är en ort i Argentina.   Den ligger i provinsen Buenos Aires, i den östra delen av landet, 270 km sydost om huvudstaden Buenos Aires. Antalet invånare är 1 477.
Terrängen runt Lucila del Mar är mycket platt. Havet är nära Lucila del Mar österut. Närmaste större samhälle är San Bernardo del Tuyú, 3,7 km söder om Lucila del Mar.
Runt Lucila del Mar är det i huvudsak tätbebyggt.